# Percy Hill
Percival Hill Soulsby (Tucumán, Argentina, 1879 - 1960), más conocido como Percy Hill, fue un político y dirigente deportivo argentino. Fue diputado de la Provincia de Tucumán.

## Biografía
Hijo de William John Hill y Henrieta Isabella Soulsby, Percy nació en Tucumán, debido a que su familia se instaló en la provincia del norte argentino. Percival condujo el ingenio El Manantial, que le pertenecía a su familia.
Hill era un entusiasta del deporte, sobre todo de los deportes de origen Inglés, que se empezaban a introducir en San Miguel de Tucumán.

### Club Atlético Tucumán
Fue parte de la fundación del Club Atlético Tucumán, el 27 de septiembre de 1902. Como dirigente de Atlético, fue uno de los principales impulsores de la Liga Tucumana de Football, para reemplazar a la extinta Liga de Foot-Ball. En 1918 también fue parte de la fundación de la Unión Tucumana y en 1919 de la asociación que se terminó imponiendo en el fútbol tucumano, la Federación Tucumana de Football. Percy llegó a ser presidente de la federación.

### Lawn Tennis
Estuvo relacionado con el desarrollo del tenis en Tucumán y llegó a ser presidente del Tucumán Lawn Tennis Club. Hill ocupó el cargo desde 1924 hasta 1927.

## Parque con su nombre
En la década de 1970, los herederos de Percival Hill, donaron los terrenos donde se ubicaba el ingenio El Manantial, en Yerba Buena, para transformarlo en un espacio verde y cumplir su sueño de mantener conservar el estado natural del lugar.

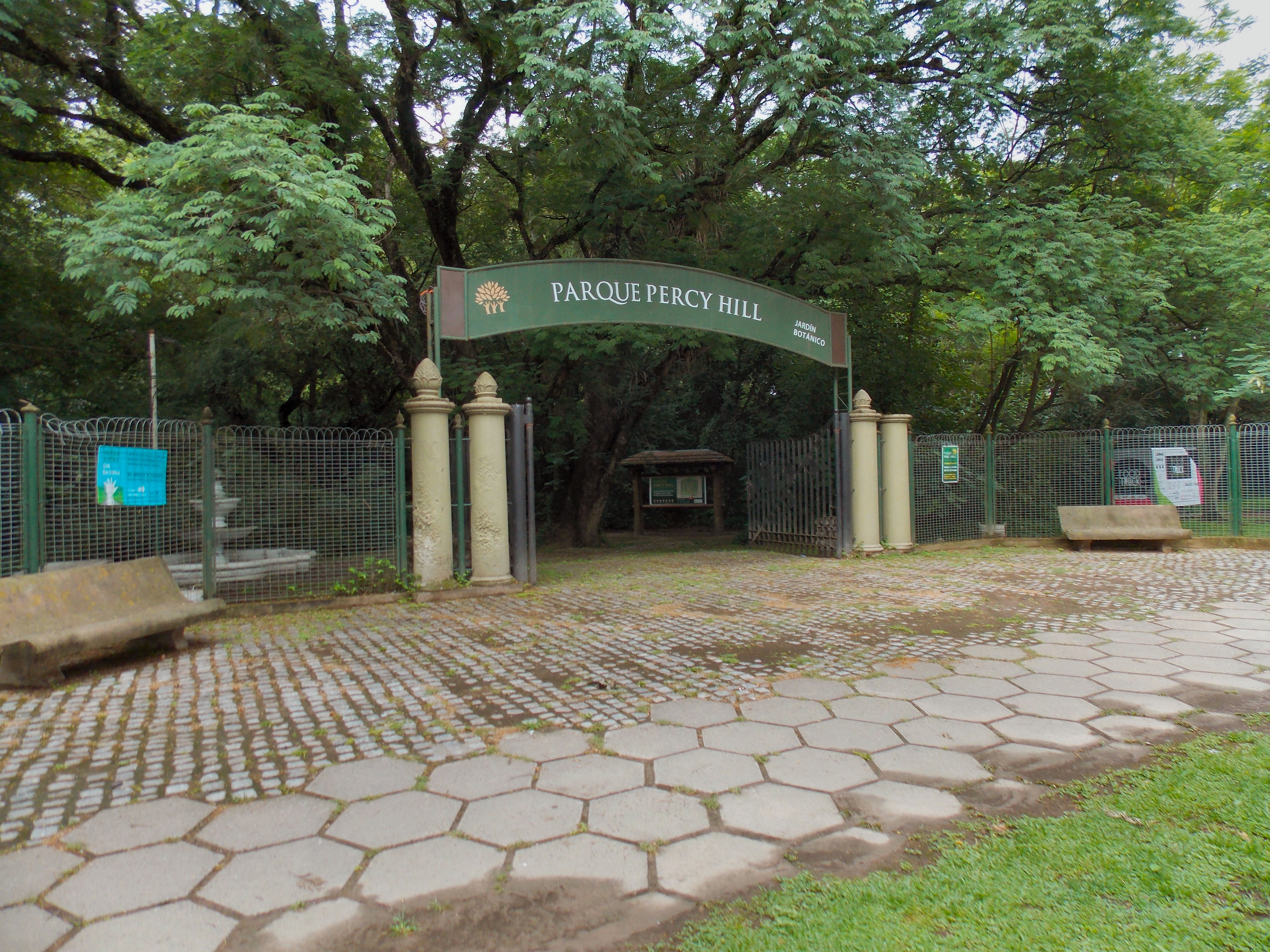
Entrada al Parque Percy Hill.